# Морозова, Елена Саввична
Еле́на Са́ввична Моро́зова (настоящее имя — Евгения Борисовна Григорьева; род. 15 мая 1973, Москва) — советская и российская актриса. Заслуженная артистка Российской Федерации (2019). Лауреат Молодёжной премии «Триумф» (2002), театральной премии «Чайка» (2005).

## Биография
Родилась в семье кинорежиссёра Бориса Григорьева и диктора Центрального телевидения Дины Григорьевой. Её кинокарьера началась в 8 лет с роли «агента Стрекозы» в детском приключенческом фильме «Руки вверх!». Вслед за этим последовала ещё одна большая роль в телефильме «Проданный смех», где сыграла Габи Бебер.
В 1996 году окончила школу-студию МХАТ им В. И. Немировича-Данченко (мастерская Льва Дурова), куда поступила «за компанию» с подругой. Среди театральных ролей — Катарина («Укрощение строптивой» в постановке Владимира Мирзоева в театре им. Станиславского в 1997 году), Марлен Дитрих («Прощай, Марлен, здравствуй» Дмитрия Минченка в постановке Геннадия Шапошникова в Театре эстрады в 2001 году), Гелла и Маргарита («Мастер и Маргарита» в постановке Сергея Алдонина в театре им. Станиславского в 2004 году).
В это время, по словам актрисы, ей начал являться в видениях Савва Морозов (согласно семейным легендам, дальний родственник семьи), который объявил, что она его дочь. Под воздействием этого видения она изменила имя на Елена Саввична Морозова. В интервью Татьяне Устиновой актриса объясняла смену имени также тем, что ей хотелось несколько дистанцироваться от «блатного» в актерском мире происхождения. 
С 2000 года вернулась в большое кино с ролью Марги Ковтун в кинофильме «Дневник его жены».
В спектаклях Театра наций играла роль графини в «Figaro. События одного дня» режиссёра Кирилла Серебренникова (премьера — декабрь 2006), роль Шарлы Смит в спектакле по пьесе Трейси Леттса «Киллер Джо» в постановке Явора Гырдева (премьера — январь 2011), жену писателя в пьесе «Заводной апельсин» по роману Энтони Бёрджесса в постановке Филиппа Григорьяна (премьера — сентябрь 2016).
С 2014 года также играет на сцене Электротеатра Станиславский.
26 ноября 2016 года участвовала в спектакле «Прикасаемые», созданном Фондом поддержки слепоглухих «Со-единение» и Государственным Театром Наций и номинированом на премию «Золотая маска» в категории «Эксперимент».
Среди работ в кино и на телевидении: «Хороший человек», «Клиника счастья», «Вне себя» и «Казнь» Ладо Кватании, получивший две награды на фестивале триллеров и криминального кино в Реймсе (Франция).

## Личная жизнь
Сын Этьен от первого брака и дочь Аврора от второго.

## Творчество

### Роли в театре

#### Независимый театральный проект
- 2000 «Миллионерша»[6] по пьесе Бернарда Шоу — Эпифания
- 2004 «Боинг-Боинг»[7] по пьесе Марка Камолетти — Марта
- 2012 — «Вы не по адресу»[8] по пьесе М. Камолетти

### Фильмография
- 1978 — Кузнечик — девочка, ловившая бабочек на поляне (нет в титрах)
- 1980 — Петровка, 38 — внучка Прохоровича (как Женя Григорьева)
- 1981 — Руки вверх! — агент «Стрекоза»
- 1981 — Проданный смех — Габи
- 1983 — Приступить к ликвидации — девочка на пожарище (как Евгения Григорьева)
- 1984 — Этот фантастический мир (фильм 8-й) — Агата в детстве — главная роль (как Женя Григорьева)
- 1984—1985 — С нами не соскучишься (телеспектакль, 4 с.) — Таня Садовничья
- 1986 — Наградить (посмертно) — девочка, чей профиль вырезал художник (нет в титрах)
- 1987 — Чехарда — эпизод
- 1988 — Пусть я умру, Господи… — Оля Астафьева — главная роль — детдомовка
- 1990 — Наша дача — Марина Федотова
- 1990 — Красное вино победы — Таня, медсестра
- 1992 — Господа артисты — эпизод, в титрах — Е. Григорьева
- 2000 — Дневник его жены — Марга Ковтун, оперная певица
- 2000 — Ростов-папа
- 2001 — Кунсткамера (короткометражный) — мать
- 2002 — Каменская 2 — Инесса Пашкова, колдунья — Я умер вчера | фильм 2
- 2003 — Персики и Перчики. Куртуазные истории — Жюли
- 2003 — Тёмная лошадка — Елизавета
- 2004 — Тайный знак 3 — Маргарита
- 2004 — Марс — Вера
- 2004 — Отражения — Даша Пронина
- 2005 — Моя прекрасная няня — рок-певица Непруха
- 2006 — Изображая жертву — Оля
- 2007 — Одна любовь на миллион — Рита
- 2007 — Мёртвые дочери — Сестра
- 2008 — Обстоятельства — Агнесса
- 2008 — Четыре возраста любви
- 2008 — Смокинг по-рязански — Зоя
- 2008 — Мы поженимся, в крайнем случае созвонимся — Вера Архипова
- 2008 — Обитаемый остров — телеведущая
- 2009 — Коко Шанель и Игорь Стравинский — Екатерина Стравинская
- 2009 — Барвиха — Любовь Альфредовна
- 2009 — Чудес не бывает — Света, психолог
- 2009 — Гамлет. XXI век — Актриса
- 2010 — Шахта — Ольга Дмитриевна Зорина, майор
- 2011 — Детка — Елена Подольская
- 2011 — Дом ветра — Влада
- 2011 — Золотые — Любовь Альфредовна
- 2011 — МУР. Третий фронт — Кира Климова
- 2012 — Я буду рядом — Юля
- 2012 — Следственный комитет — Анна Черняева, следователь СК РФ
- 2012 — Предчувствие — Валентина Смолина
- 2013 — Жажда — Елена Васильевна, завуч
- 2015 — Красная королева — Вера Ипполитовна Аралова, художник-модельер
- 2017 — Отель Элеон. 2 сезон — экстрасенс (28 серия)
- 2017 — Доктор Рихтер — сестра Александра (5 серия)
- 2017 — Мешок без дна — царевна
- 2017 — Сальса — Татьяна
- 2018 — Синичка-2 — Дарья Михайловна Одоевская
- 2018 — Хор — Кира
- 2020 — Хороший человек — Ирина Васильевна Осокина
- 2020 — Заявление — самоубийца
- 2020 — Волк — жена Литвинова
- 2020 — Анна-детективъ-2 — Серафима Лыскова, кухарка
- 2021 — Клиника счастья — Эльвира Пасюк-Подъяблонская
- 2021 — Первый снег — Марина
- 2021 — Вне себя — Аркадия Семёновна, психотерапевт Дмитрия
- 2021 — Казнь — Григорьева
- 2021 — Бывшая — мать Миши
- 2022 — Идентификация — Любовь
- 2023 — Король и Шут — Берестова
- 2023 — Балет — Лариса Мухина
- 2023 — Библиотекарь — Шепчихина
- 2023 — Сны Алисы — бабка Димы
- 2024 — Ректор — Регина Порфирьевна Стальная
- 2024 — Плевако — игуменья Митрофания

## Награды и звания
- 2000 — Специальное упоминание Большого жюри "Надежда «Кинотавра» на XI Открытом Российском кинофестивале «Кинотавр-2000» (за роль в фильме «Дневник его жены»)
- 2000 — Приз за «Лучший дебют» на VII Российском кинофестивале
- 2002 — Молодёжная премия «Триумф»
- 2002 — Приз Веры Холодной
- 2002 — Приз фестиваля «Литература и Кино»
- 2005 — Театральная премия «Чайка» в номинации «За лучшую женскую роль»
- 2019 — Заслуженная артистка Российской Федерации (13 июня 2019 года) — за большой вклад в развитие отечественной культуры и искусства, многолетнюю плодотворную деятельность[9]
- 2021 — Специальный приз жюри кинофестиваля «Окно в Европу» — за талантливое воплощение богатого и противоречивого женского мира (фильм «Первый снег»)[10].